# آسیاب دوم کدوور
آسیاب دوم کدوور (کدیور) مربوط به دوره قاجار است و در سمنان، حاشیه جنوبی میدان مادر (فازیک) واقع شده و این اثر در تاریخ ۲۵ خرداد ۱۳۸۱ با شمارهٔ ثبت ۵۸۲۵ به‌عنوان یکی از آثار ملی ایران به ثبت رسیده است.